# Formosa thuộc Tây Ban Nha
Formosa thuộc Tây Ban Nha là một thuộc địa tồn tại từ năm 1626 đến 1642 của đế quốc Tây Ban Nha ở phía bắc đảo Đài Loan. Mặc dù Đài Loan gần gũi về mặt địa lý với đảo Luzon của Tây Ban Nha, song Hà Lan mới là đế quốc đầu tiên thiết lập thuộc địa tại Đài Loan. Đến năm 1626, để phá vỡ phong tỏa mậu dịch của người Hà Lan đối với Manila, người Tây Ban Nha đã xuất binh tiến đến Kelung, dần dần chinh phục Bắc Đài Loan. Tuy nhiên, người Tây Ban Nha đã không thể trục xuất người Hà Lan ra khỏi đảo, không thể thu được đủ lợi nhuận để đáp ứng chi phí cho đội quân đồn trú, và phải dựa vào trợ giúp từ Manila. Tuy nhiên, sau khi kinh tế Manila suy thoái, người Tây Ban Nha đã buộc phải giảm số quân đồn trú, đem đến cho người Hà Lan một cơ hội. Cuối cùng, vào năm 1642, người Hà Lan đánh chiếm Kelung, kết thúc thời gian thống trị của Tây Ban Nha tại Đài Loan.

## Lịch sử

### Chuẩn bị chinh phục
Năm 1571, người Tây Ban Nha thành lập thuộc địa của mình tại Manila, sau đó dùng nơi này làm trung tâm mậu dịch Đông Á, dần dần chinh phục các đảo khác thuộc Philippines ngày nay. Mặc dù Đài Loan rất gần với Luzon, song người Tây Ban Nha đã chọn cách khuếch trương về các đảo Mindanao hay quần đảo Maluku ở phương Nam, và không có ý định chiếm lĩnh Đài Loan. Phải chờ đến khi Toyotomi Hideyoshi mưu tính lấy Đài Loan để làm bàn đạp để tiến công Luzon, người Tây Ban Nha mới nhận ra giá trị chiến lược của Đài Loan, nhiều quan viên kêu gọi nhà đương cục Manila chiếm lĩnh Đài Loan song do có người phản đối; cuối cùng người Tây Ban Nha chỉ phái hạm đội đi trinh sát song do gặp phải thời tiết xấu nên việc này không có thành quả. Sau khi Toyotomi Hideyoshi qua đời vào năm 1598, nhà đương cục Manila nhận thấy mối uy hiếp đã giảm bớt, không còn mưu tính chiếm lĩnh Đài Loan.
Đến đầu thế kỷ 17, sự uy hiếp đối với nhà đương cục Manila nhanh chóng chuyển từ người Nhật sang người Hà Lan. Do chiến tranh giành độc lập Hà Lan (1568–1648), người Hà Lan và người Tây Ban Nha trở nên đối địch, sau khi người Hà Lan khuếch trương đến Đông Á, thấy được sự phồn vinh của Manila trong việc mậu dịch lụa từ Trung Quốc và bạc từ châu Mỹ, ban đầu tiến hành tấn công tàu thuyền ra vào Manila. Tuy nhiên, thương nhân người Hoa vẫn sẵn sàng chấp nhận mạo hiểm để đến Manila. Người Hà Lan thấy rằng chỉ tấn công quấy nhiễu là không đủ, chỉ có cách ngăn chặn hoàn toàn việc mậu dịch với Trung Quốc mới có thể loại trừ triệt để người Tây Ban Nha. Do đó, chiến lược của người Hà Lan đã thay đổi, họ mưu tính chiếm một địa phương gần Trung Quốc để lập cứ điểm. Sau nhiều lần gặp thất bại, cuối cùng họ đã lựa chọn được Teyowan ở Nam Đài Loan. Lúc này, nhà đương cục Manila mới nhận ra được mức nghiêm trọng của tình hình, họ đã quyết định phá vỡ sự phong tỏa của người Hà Lan bằng cách cũng lập cứ điểm tại Đài Loan.

### Thời kỳ thống trị hưng thịnh

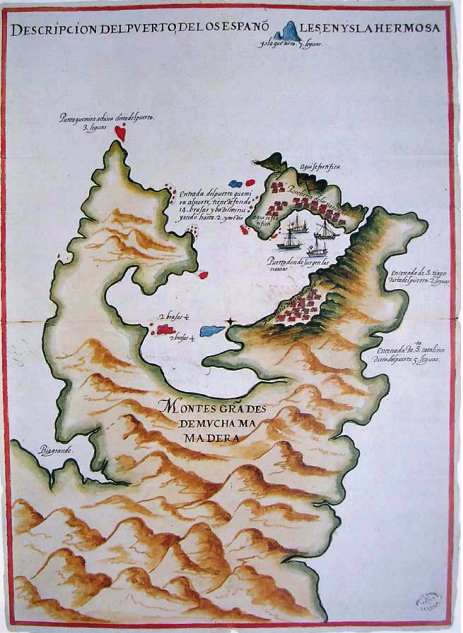
Bản đồ thể hiện cảng Kelung và Tamsui trong thời kỳ người Tây Ban Nha cai trị tại Bắc Đài Loan

Năm 1626, Antonio Carreño de Valdes suất lĩnh hạm đội xuất phát từ Manila đi men theo bờ biển Đông Đài Loan đến một đảo nhỏ trong vịnh Kelung (nay là đảo Hòa Bình), dựng thành San Salvador để làm trung tâm thống trị, đảo này cũng vì thế mà được mệnh danh là đảo San Salvador. Song sau khi lập cứ điểm không lâu, người Tây Ban Nha đã gặp phải cảnh khó khăn. Các thôn làng thổ dân ở Kippare (Taparri) và Kimaurri bị quân Tây Ban Nha chiếm giữ nên không chịu bán thực phẩm. Tàu cung ứng của Manila không thể đến kịp thời, vì thế có không ít người Tây Ban Nha đã sinh bệnh hoặc chết đói, những người may mắn sống sót phải ăn thịt chó và chuột để lót dạ. Cho đến khi có thương nhân người Hán đến Kelung bán lương thực, tình cảnh người Tây Ban Nha mới được cải thiện.
Người Tây Ban Nha phải phiền não để suy tính làm sao có đủ lương thực, đầu tiên họ đề nghị kết minh song phương với thôn Senar ở Tamsui (ở khu vực pháo đài Santo Domingo hiện nay), hợp lực đối kháng với các bộ lạc thù địch. Đương thời, Tamsui là vùng đất sản xuất nông sản chủ yếu ở Bắc Đài Loan, Antonio Carreño de Valdes muốn lợi dùng điều này để thu mua lương thực, liền phái 20 binh sĩ đến đó. Tuy nhiên, Senar đã hòa đàm với các bộ lạc đối địch, cự tuyệt bán lương thực và giết chết 8 lính Tây Ban Nha. Năm 1628, Antonio Carreño de Valdes phái 100 lính tấn công Senar. Thổ dân không địch nổi nên phải chạy trốn, để lại đất đai cho người Tây Ban Nha nhằm hòa đàm rồi chuyển đi nơi khác. Tiếp sau đó, người Tây Ban Nha tiến vào đất này và xây dựng thành Santo Domingo.
Sau khi người Tây Ban Nha có được Kelung và Tamsui, do vùng bờ biển qua lại giữa hai nơi quá gập ghềnh, ngoài ra tuyến đường biển này còn bị hạn chế do gió mùa và các dòng hải lưu, họ mong muốn tìm được một tuyến đường thuận lợi hơn. Năm 1632, trưởng quan Juan de Alcarazo đã quyết định phái 80 lính tiến vào bồn địa Đài Bắc để tìm tuyến đường bộ. Nhóm quân này men ngược dòng theo bờ sông Tamsui, lại tiến theo sông Kelung, cuối cùng tìm được một tuyến đường qua lại giữa hai điểm. Trong nhiều lần thăm dò, người Tây Ban Nha đã tiếp xúc với rất nhiều bộ lạc ở lưu vực sông Tamsui và sông Kelung, sau đó các bộ lạc này dần dần phục tùng người Tây Ban Nha.
Trong thời gian này, người Kavalan ở Nghi Lan là thế lực lớn mạnh nhất trong số các tộc người thổ dân ở Bắc Đài Loan, thuyền qua lại giữa Đài Loan và Philippines thường xuyên bị họ tấn công. Năm 1632, người Kavalan tập kích một chiếc thuyền của người Tây Ban Nha, sau đó quân Tây Ban Nha tiến hành trả đũa, phá hủy 7 thôn làng của người Kavalan, song không thể khuất phục tộc người này. Đến khi Alonso Garcia Romero nhậm chức trưởng quan, người Tây Ban Nha mới có thể đánh bại triệt để người Kavalan. Vị trưởng quan này cũng cho tấn công các bộ lạc khác không chịu phục tùng người Tây Ban Nha, sau một loạt hành động khuếch trương, thanh thế của người Tây Ban Nha tại Đài Loan lên đến đỉnh cao.

### Thời kỳ thống trị suy vong
Ban đầu, người Tây Ban Nha định liệu chiếm lĩnh Bắc Đài Loan để sau có thể loại bỏ mối uy hiếp từ người Hà Lan, song thế cục lại không như ý của họ. Dù rằng người Tây Ban Nha đã chiếm được Bắc Đài Loan, song người Hà Lan chỉ cần ngăn trở thương nhân ở vùng ven biển Trung Quốc thì vẫn có thể uy hiếp đến kinh tế của Manila. Và lại, hàng hóa vận chuyển từ Kelung có giá cả không cạnh tranh được với thương nhân người Hoa trực tiếp vận chuyển đến Manila. Ngược lại, việc duy trì đội quân đồn trú tiêu tốn một lượng kinh phí lớn, họ cũng không thể khai thông mậu dịch với Trung Quốc và Nhật Bản. Từ năm 1630 trở đi, sản lượng bạc ở châu Mỹ giảm dần theo năm, lượng bạc đến Manila cũng vì thế mà giảm thiểu, Manila rơi vào suy thoái kinh tế. Hoạt động của người Tây Ban Nha tại Bắc Đài Loan gần như đều phải dựa vào hỗ trợ của Philippines, song bản thân Philippines cũng cần kinh phí để đối ứng và tiến hành chiến tranh với người Hồi giáo, khiến người Tây Ban Nha ngày càng khó khăn.
Năm 1637, tổng đốc Philippines Sebastián Hurtado de Corcuera đã quyết định cắt giảm quân lực ở Bắc Đài Loan để giảm chi phí. Ông hạ lệnh phá bỏ thành Santo Domingo ở Tamsui, chỉ để lại quân đồn trú tại Kelung, các nhân lực vật tư khác đều đưa về Manila. Kelung phòng bị rỗng không, cuỗi cùng dẫn đến sự thèm muốn của người Hà Lan. Năm 1641, người Hà Lan đến Kelung thám thính tình hình và tìm cơ hội tấn công. Lúc này, uy thế của người Hà Lan không còn được như trước, nhiều bộ lạc thổ dân đã chuyển sang phục tùng người Hà Lan. Tuy nhiên, người Hà Lan nhận thấy số lượng hỏa pháo của mình không đủ công phá pháo đài, sau khi khuyên hàng quân Tây Ban Nha thất bại, lại quay về Teyowan. Vào tháng 8 năm 1642, người Hà Lan quay trở lại Kelung với bốn tàu lớn, vài tàu nhỏ, và khoảng 369 lính người Hà Lan. Một liên quân bao gồm người Tây Ban Nha, thổ dân và người Pampangos đến từ Philippines đã chiến đấu trong sáu ngày, song cuối cùng họ đã thất bại và phải trở về Manila, và bỏ hiệu kỳ cùng pháo của họ lại. Sebastián Hurtado de Corcuera, thống đốc Philippines, ban đầu bị đổ trách nhiệm về việc để mất Formosa và cuối cùng đã được xét xử tại một toàn án về các hành động của ông, và đã bị bỏ tù 5 năm tại Philippines. Các sử gia từ thời Corcuera đã đổ tội cho ông về việc để mất, song các nhân tố khác, như việc đế quốc Hà Lan nổi lên tại Đông Nam Á, và khó khăn tài chính bên trong đế quốc Tây Ban Nha, cũng là những nhân tố góp phần vào thất bại này.

## Kinh tế
Từ trước khi người Tây Ban Nha thống trị, thổ dân Bắc Đài Loan đã xuất bán vàng, lưu huỳnh, da hươu cho thương nhân Trung Hoa, Nhật Bản. Phương thức giao dịch chủ yếu là hàng đổi hàng, ngoài ra họ cũng dùng ngọc trai, bạc, vải làm phương tiện. Vàng vốn được khai thác từ dãy núi Hải Ngạn ở Đông Đài Loan, thổ dân cư trú ở nơi đó tiến hành đãi trên hạ du các sông suối để tìm vàng sa khoáng, qua nhiều lần giao dịch mà được đưa đến Bắc Đài Loan, song sản lượng không đủ để cung ứng với số lượng lớn. Lưu huỳnh là mặt hàng xuất khẩu lớn nhất, nơi khai thác được nhiều là Ki-pataw, Ki-taparri, các thương nhân Trung Quốc chủ yếu vì thu mua lưu huỳnh mà đến. Thổ dân tiến hành khai thác khoáng sản từ tháng 9 đến tháng 12, do mức giá lưu huỳnh tại Trung Quốc thường biến động, thương nhân người Hán không định kỳ đến thu mua.
Sau khi người Tây Ban Nha áp đặt quyền thống trị, vật tư để đáp ứng nhu cầu cho quân đồn trú cũng như bạc để dùng trong mậu dịch đều phải vận chuyển từ Manila đến, cung cấp chế độ huyết mạch kinh tế cho Bắc Đài Loan. Hầu hết mỗi năm, Manila sẽ hai lần phái thuyền đến bổ cấp, một lần vào tháng 8, lần còn lại cách lần một khoảng 5 tháng, đem bạc từ châu Mỹ đến Kelung, mua tơ lụa, vải của thương nhân Hán, rồi lại đem thương phẩm đến Manila để bán. Mặc dù người Tây Ban Nha không được phép triển khai mậu dịch chính thức với Đại Minh, song họ đã chọn phương thức miễn thuế quan, miễn thuế hàng hóa, thậm chí miễn kiểm tra nhập quan để khuyến khích những người buôn lậu đến Kelung kinh doanh. Người Tây Ban Nha cũng cố gắng thu hút thương nhân Nhật Bản, mục đích là để phát triển Kelung thành cảng trung chuyển mậu dịch với Trung Quốc và Nhật Bản, song khi Mạc phủ Tokugawa ban hành lệnh tỏa quốc, kỳ vọng này của người Tây Ban Nha đã tiêu tan.
Tuy nhiên, mô thức phát triển kinh tế này quá phụ thuộc vào Manila, mậu dịch hưng suy dựa vào thuyền bổ cấp đem bạc đến. Nhận thấy được điều này, Jacinto Esquivel đã từng kiến nghị cho nông dân Trung Quốc, Nhật Bản đến khai khẩn đất đai, song rốt cuộc đã không được nhà đương cục đồng ý. Do đó, từ khi hoạt động mậu dịch bạc của đế quốc Tây Ban Nha suy thoái, kinh tế Bắc Đài Loan bắt đầu tiêu điều, khiến người Tây Ban Nha rời bỏ Đài Loan.

## Truyền giáo
Sở dĩ người Tây Ban Nha chiếm lĩnh Đài Loan, ngoài nhân tố kinh tế và chính trị, còn xem xét đến vị trí thuận tiện của hòn đảo vì từ đây họ có thể dễ dàng đến Trung Quốc và Nhật Bản truyền giáo, và ban đầu họ đã cử 5 linh mục theo quân xuất chinh. Các giáo sĩ truyền giáo đa số đến từ Dòng Đa Minh, song cũng có sự tham gia của các giáo hội khác.
Ban đầu, chỉ có quân nhân là có thể tiến vào thôn xóm của thổ dân, không có các chức sắc tôn giáo hoạt động trong các thôn xóm này, đến khi linh mục Jacinto Esquivel đến Đài Loan, họ mới được phép vào thôn xóm truyền giáo. Để tiện cho việc truyền giáo, Jacinto Esquivel đã biên tập ra "Từ vựng tiếng Tamsui" (Vocabularino de la lengua de los Indios Tanchui en la Isla Hermosa) cùng "sách giáo lý tiếng Tamsui" (Doctrina cristiana en la lengua de los Indios Tanchui en la Isla Hermosa), song hai cuốn sách đến nay vẫn thất lạc. Để bồi dưỡng và nuôi các giáo sĩ truyền giáo, với sự hỗ trợ của Juan de Alcarazo, Jacinto Esquivel đã thành lập Thánh Từ bi Huynh đệ hội (Hermandad de la Misericordia), chức hội trưởng đều do trưởng quan đảm nhiệm; Ông cũng dự tính thành lập chủng viện, song cuối cùng đã không thực hiện được.
Ban đầu, phạm vi truyền giáo của người Tây Ban Nha chỉ giới hạn ở các bộ lạc phụ cận các pháo đài Tamsui và Kelung, sau khi người Tây Ban Nha khuếch trương thế lực, các giáo sĩ truyền giáo bắt đầu di chuyển đến trung du và thượng du sông Tamsui và Nghi Lan ngày nay, thậm chí còn không dùng binh sĩ đi cùng, có thể an toàn làm lễ Thanh Tẩy ở vùng đất của các bộ lạc thổ dân. Song tình cảnh thuận lợi này đã không thể kéo dài, theo sau việc quân Tây Ban Nha triệt thoái đáng kể khỏi Bắc Đài Loan, các giáo sĩ truyền giáo không còn có khả năng đi xa khỏi pháo đài để phục vụ cho việc truyền giáo.
Về cơ bản, trên cơ sở cân nhắc an toàn của bộ lạc, thổ dân sẵn sàng tiếp nhận Công giáo. Nếu có giáo sĩ truyền giáo trong thôn xóm thì các binh sĩ Tây Ban Nha rõ ràng sẽ không đến quấy nhiễu họ, họ cũng có thể hợp lực với người Tây Ban Nha đối kháng với bộ lạc đối địch. Tuy nhiên, do tư tưởng thù nghịch giữa các bộ lạc có bất đồng, đã gây cản trở cho việc truyền giáo tiến triển. Chỉ cần giáo sĩ truyền giáo đến chỗ bộ lạc đối địch, họ sẽ tạo ra sự thù địch, thành quả lập tức biến mất, thậm chí có giáo sĩ truyền giáo còn bị sát hại. Mặc dù có không ít giáo sĩ truyền giáo đến Đài Loan, song họ nhận định rằng nhiệm vụ chính là đến Trung Quốc và Nhật Bản truyền giáo, còn Đài Loan chỉ như một bàn đạp để đi vào hai nơi này. Vì vậy, thời gian lưu lại trên đảo của các giáo sĩ không dài, khó mà đạt được thành quả đáng kể.

## Trưởng quan
1. Antonio Carreño de Valdes, nhậm chức năm 1626
2. Juan de Alcarazo, nhậm chức ở Kelung năm 1630
3. Luis de Guzmân, nhậm chức ở Tamsui năm 1630
4. Alonso Garcia Romero, nhậm chức ở Kelung năm 1634
5. Sargeant Uajor, nhậm chức ở Tamsui năm 1634
6. Franciso Hernândez, nhậm chức ở Tamsui năm 1637
7. Pedro Palomino, nhậm chức ở Kelung năm 1639
8. Gonzaro Portillo, nhậm chức ở Kelung năm 1640